# Margarinotus tristriatus
Margarinotus tristriatus är en skalbaggsart som beskrevs av Wenzel 1944. Margarinotus tristriatus ingår i släktet Margarinotus och familjen stumpbaggar. Inga underarter finns listade i Catalogue of Life.